# FiiO

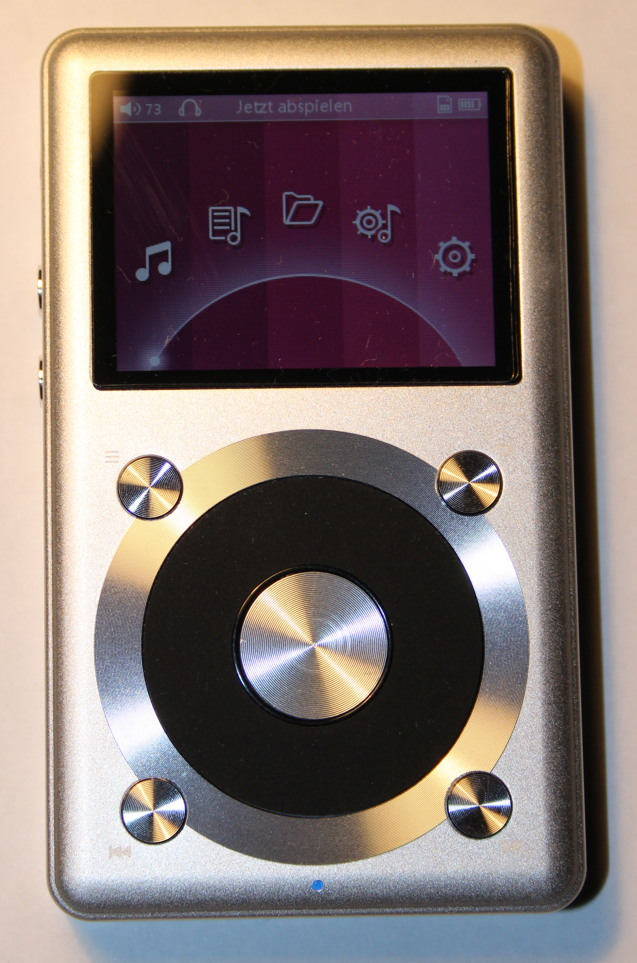
Digitaler Audio-Player FiiO X1

FiiO Electronics Technology Co (kurz FiiO) ist ein chinesischer Hersteller von Kopfhörerverstärkern, hochauflösenden digitalen Audio-Playern und DA-Wandlern.
Der Name 飞傲 bedeutet „Stolzes Fliegen“.
Das Unternehmen wurde im Jahr 2007 gegründet und ist in Guangzhou, Volksrepublik China angesiedelt. Die Firma stellt unter anderem Digital-Audio-Player wie die X1, X3 und X5 her, die sich insbesondere an eine audiophile Zielgruppe richten.

## Player der X-Serie
|                                      | X1                                         | X3                                                                | X5                                                                |
| ------------------------------------ | ------------------------------------------ | ----------------------------------------------------------------- | ----------------------------------------------------------------- |
| Einführung                           | Ende 2014                                  | Sommer 2013                                                       | Anfang 2014                                                       |
| Startpreis (USD)                     | 99 USD                                     | 299 USD                                                           | 350 USD                                                           |
| Display                              | 2,0"-TFT-LCD, 320 × 240 Pixel              | 2,0"-TFT-LCD, 320 × 240 Pixel                                     | 2,4"-IPS, 400 × 360 Pixel                                         |
| SoC                                  | ?                                          | Ingenic JZ4760B Xburst1 (MIPS32)                                  | Ingenic JZ4760B Xburst1 (MIPS32)                                  |
| RAM                                  | ?                                          | 128 MiB                                                           | ?                                                                 |
| Interner Speicher                    | ?                                          | 8 GB                                                              | ?                                                                 |
| microSD (SD, SDHC, SDXC)-Schacht     | einer                                      | einer                                                             | zwei                                                              |
| Akku-Kapazität                       | 1700 mAh                                   | 3100 mAh                                                          | 3700 mAh                                                          |
| DAC                                  | TI PCM5142                                 | Wolfson WM8740                                                    | TI PCM1792A                                                       |
| Audio-Ausgänge                       | 3,5-mm-Klinkenbuchse: Kopfhörer + Line out | zwei 3,5-mm-Klinkenbuchsen: Kopfhörer, Line out + S/PDIF coax out | zwei 3,5-mm-Klinkenbuchsen: Kopfhörer, Line out + S/PDIF coax out |
| Als USB-Audio-Interface benutzbar?   | Nein                                       | Ja                                                                | Ja                                                                |
| Direct Stream Digital-Unterstützung? | Nein                                       | Ja                                                                | Ja                                                                |
| Abmessungen                          | 96,7 mm × 57,7 mm × 14,1 mm                | 55 mm × 109 mm × 16 mm                                            | 67,6 mm × 114 mm × 15,6 mm                                        |
| Gewicht                              | 106 g                                      | 122 g                                                             | 195 g                                                             |